# Dendronephthya magna
Dendronephthya magna är en korallart som beskrevs av Tixier-Durivault och Prevor 1960. Dendronephthya magna ingår i släktet Dendronephthya och familjen Nephtheidae. Inga underarter finns listade i Catalogue of Life.